# LGBT práva v Minnesotě

Duhová mapa Minnesoty

Lesby, gayové, bisexuálové a transsexuálové (LGBT) mají v americkém státě Minnesota zcela stejná práva a povinnosti jako heterosexuálové.

## Zákony týkající se stejnopohlavní sexuální aktivity
Od roku 1849 platily na území minnesotského teritoria Winconsinovy zákony, jejichž součástí byl zákaz jak homosexuální, tak i heterosexuální sodomie, definované podle anglosaského práva. Tento zákaz se posléze začlenil i do nově ustanoveného trestního zákoníku státu Minnesota. V roce 1921 byla definice sodomie rozšířená i o orální a anální styk. Mimo těchto trestních zákonů platila na tomto území i opatření proti potulce stavějící mimo zákon také přijímání úplaty za amorální činnost.